# 산동중학교 (구미시)
산동중학교(山東中學校)는 대한민국 경상북도 구미시 산동읍 동곡리에 있는 공립 중학교이다.

## 학교 연혁
- 1970년 6월 9일 : 산동중학교 설립추진위원회 조직
- 1971년 5월 12일 : 산동중학교 가인가
- 1971년 12월 20일 : 신축 교사(校舍) 준공
- 1971년 12월 29일 : 산동중학교 설립 인가(9학급)
- 1972년 3월 1일 : 초대 고근수 교장 취임
- 1972년 3월 4일 : 입학식(181명 입학)
- 1972년 3월 10일 : 산동중학교 개교식
- 1975년 1월 11일 : 제1회 졸업식(졸업생 164명)
- 2008년 12월 19일 : '글뫼도서관' 개관식
- 2009년 2월 20일 : 영어전용교실 완공
- 2018년 2월 9일 : 자율재능학교 운영 지정(3년간)
- 2020년 12월 22일 : 청솔관 준공
- 2024년 1월 5일 : 제50회 졸업식(12명 졸업, 총 졸업생 3,104명)
- 2024년 3월 4일 : 2024학년도 입학식(24명)
- 2024년 9월 1일 : 제25대 김성옥 교장 취임

## 참고 자료
- 산동중학교 - 한국교육학술정보원 학교알리미